# Посол Саудовской Аравии в США
Посол Саудовской Аравии в Соединённых Штатах Америки, официальное название должности — Посол Служителя Двух Святынь в Соединённых Штатах Америки (араб. سفير السعودية لدى الولايات المتحدة‎) — официальный представитель Королевства Саудовская Аравия в Соединённых Штатах Америки. Посол и сотрудники посольства работают в посольстве Саудовской Аравии на северо-западе, Вашингтоне. В настоящее время пост занимает принцесса Рима бинт Бандар Аль Сауд с 23 февраля 2019 года.

## Список послов
| №  | Портрет | Имя                                    | Начало срока     | Вручение         | Конец срока      | Назначающий       |
| -- | ------- | -------------------------------------- | ---------------- | ---------------- | ---------------- | ----------------- |
| 1  |         | Асад аль-Факих (ar)                    | 1945             | 8 февраля, 1946  | 1954             | Король Абдул-Азиз |
| 2  |         | Абдуллах аль-Хайяль (ar)               | 1954             |                  | 18 сентября 1964 | Король Сауд       |
| 3  |         | Ибрахим ас-Сувайель                    | 18 сентября 1964 |                  | 1975             | Король Фейсал     |
| 4  |         | Али Реза (ar)                          | 1975             |                  | 1979             | Король Халид      |
| 5  |         | Фейсал аль-Хаджилян(ar)                | 1979             |                  | 1983             | Король Халид      |
| 6  |         | Бандар ибн Султан Аль Сауд             | 1983             | 24 октября, 1983 | 20 июля, 2005    | Король Фахд       |
| 7  |         | Турки ибн Фейсал Аль Сауд              | 20 июля, 2005    | 2 декабря, 2005  | 29 января 2007   | Король Фахд       |
| 8  |         | Адель аль-Джубейр                      | 29 января 2007   | 27 февраля 2007  | 28 октября 2015  | Король Абдалла    |
| 9  |         | Абдуллах ибн Фейсал ибн Турки Аль Сауд | 28 октября 2015  | 30 декабря 2015  | 23 апреля 2017   | Король Салман     |
| 10 |         | Халид ибн Салман Аль Сауд              | 23 апреля 2017   | 21 июля, 2017    | 23 февраля 2019  | Король Салман     |
| 11 |         | Рима бинт Бандар Аль Сауд              | 23 февраля 2019  |                  | Инкумбент        | Король Салман     |